# Charlotte Ortmann
Charlotte Ortmann (* 1985 in Remscheid) ist eine deutsche Jazzmusikerin (Saxophon, Querflöte).

## Leben und Wirken
Ortmann begann im Alter von sieben Jahren, Gitarre zu lernen, dann Klavier. Dann entdeckte sie die Querflöte für sich und erhielt mit neun Jahren ihren ersten klassischen Unterricht. Über ihren Vater, den Pianisten und Kontrabassisten Peter Ortmann, entdeckte sie den Jazz. Der Gedanke, Musik zu studieren kam ihr nach einem Austauschjahr in Kanada, wo sie in verschiedenen Bands gespielt und mit dem Tenorsaxophon begonnen hatte. 2003 bis 2004 spielte sie im LandesJugendOrchester Nordrhein-Westfalen. Ab 2005 studierte sie an der Hochschule für Musik Franz Liszt Weimar, wo sie bis 2009 abschloss.
Seit 2009 gehört sie zu Peter Herbolzheimers European MasterClass unter Leitung von John Ruocco und Erik van Lier und war von 2010 bis 2012 Mitglied im Bundesjazzorchester. Mit Angelika Niesciers German Women Jazz Orchestra tourte sie 2010 und 2011 im Nahen Osten und Ägypten. 2008 gründete sie ihr Charlotte Ortmann Trio. Zudem ist sie Saxophonistin der Funkbands Circo Simonelli und SuperFly und gehört zu Tobias Held Indie Jazz Project und zu Absolem Max. Weiterhin ist sie auf Tonträgern von Marlow & Claudia Nehls zu hören.

## Preise und Auszeichnungen
Ortmann wurde mehrfach beim Bundeswettbewerb Jugend musiziert ausgezeichnet, zuletzt 2005 mit dem 2. Preis für Klarinette im Duo. Bei Jugend jazzt erzielte sie einen 1. Preis. Außerdem ist sie 1. Preisträgerin des Bergischen Jazz Löwen und Stipendiatin der Ria-Fresen-Stiftung.

## Diskographische Hinweise
- Ride On (HGBS 2012, mit Caspar van Meel, Dominic Brosowski)[2]
- Circo Simonelli Funkappeal (2014)